# Russian Woman
Chansons représentant la Russie au Concours Eurovision de la chanson
Uno
(2020)
Singles de Manizha
Akkulista
(2021)
Russian Woman est une chanson de la chanteuse russo-tadjike Manizha, sortie le 19 mars 2021. Cette chanson représente la Russie au Concours Eurovision de la chanson 2021, qui prend place à Rotterdam, aux Pays-Bas. Manizha représente son pays lors de la première demi-finale le 18 mai 2021 et se qualifie pour la finale du 22 mai.

## Concours Eurovision de la chanson 2021

### Sélection
Le 8 mars 2021, la chanson est sélectionnée pour le concours Eurovision de la chanson 2021 par le public russe lors de l'émission Yevrovidenie 2021 – Natsionalnyy Otbor, remportant 39.7% des votes.

### À l'Eurovision
La 65e édition du Concours Eurovision de la chanson prend place à Rotterdam, aux Pays-Bas. La Russie participe à la première demi-finale qui a lieu le 18 mai 2021 au Ahoy Rotterdam et à la suite de sa qualification, cette chanson représente son pays le 22 mai lors de la grande finale. Elle termine à la 9e place avec 204 points.